# جورج هيرد هاميلتون
جورج هيرد هاميلتون (بالإنجليزية: George Heard Hamilton)‏ هو مؤرخ الفن أمريكي، ولد في 23 يونيو 1910 في بيتسبرغ في الولايات المتحدة، وتوفي في 29 مارس 2004 في ويليامزتاون في الولايات المتحدة.